# Guarani de Palhoça
Az Sociedade Esportiva, Recreativa e Cultural Guarani, röviden Guarani de Palhoça, vagy SERC Palhoça település labdarúgó csapata. A brazil klubot 1928-ban hozták létre. Santa Catarina állam legfelsőbb osztályának tagja.

## Játékoskeret
2015. február 16-tól
| # |     | Poszt | Név             |
| - | --- | ----- | --------------- |
|   | BRA | K     | André Athauan   |
|   | BRA | K     | Lucas Oliveira  |
|   | BRA | K     | Robinho         |
|   | BRA | K     | Rodrigo Rocha   |
|   | BRA | V     | Daniel Ferreira |
|   | BRA | V     | Fábio Fidélis   |
|   | BRA | V     | Kaká            |
|   | BRA | V     | Marcão          |
|   | BRA | V     | Vinícius        |
|   | BRA | V     | Cleiton Garcia  |
|   | BRA | V     | Julinho         |
|   | BRA | V     | Paulo Vitor     |
|   | BRA | V     | Vanderson Stolk |
|   | BRA | KP    | Brenno Basso    |

| # |     | Poszt | Név              |
| - | --- | ----- | ---------------- |
|   | BRA | KP    | Ceará            |
|   | BRA | KP    | Evandro          |
|   | BRA | KP    | Xipote           |
|   | BRA | KP    | Gustavo          |
|   | BRA | KP    | Hégon            |
|   | BRA | KP    | Ildemar          |
|   | BRA | KP    | Mateus Fernandes |
|   | BRA | KP    | Michel           |
|   | BRA | KP    | Welinton Morais  |
|   | BRA | CS    | Cristian         |
|   | BRA | CS    | Diogo Dolem      |
|   | BRA | CS    | Felipe Oliveira  |
|   | BRA | CS    | Thiago Silva     |
|   | BRA | CS    | Vitinho          |